# Хейнсий, Даниэл
Даниэл Хейнсий (нидерл. Daniel Heinsius; 9 июня 1580, Гент — 25 февраля 1655, Гаага) — нидерландский филолог, издатель, поэт и драматург.

## Жизнь и творчество
В 1583 году протестантская семья Хейнсиев бежала от религиозных преследований в Испанских Нидерландах — сперва в город Вере в Зеландии, затем в Англию. Вернувшись в Нидерланды, Хейнсийи поначалу жили в южноголландском городе Рейсвейк, затем окончательно осели во Флиссингене. В возрасте 16 лет отец отправил Даниэла в Университет Франекера во Фрисландии, где юноша изучал право. Через полгода, в 1597 году Хейнсий перешёл в Лейденский университет. Учился у Жозефа Ж. Скалигера, сотрудничал и поддерживал постоянную переписку с Филиппом де Марниксом, Янусом Доуза и другими голландскими учёными.
Хейнсий обладал исключительными знаниями в области древних и классических языков и как учёный-филолог высоко ценился другими специалистами этой области со всей Европы. Не желая покидать Нидерланды, учёный неоднократно отклонял выгодные предложения, поступавшие ему из иностранных университетов. В 1602 году стал профессором латинского языка, в 1605 — профессором древнегреческого языка, и в 1607 году был назначен главным библиотекарем Лейденского университета. В Лейдене он затем около 60 лет служил библиотекарем при университетской библиотеке.
Стихотворения Хейнсия, написанные на нидерландском языке, принадлежали к поэтической школе Рёмера Виссхера (1547—1620) и были высоко оценены учеником Хейнсия, немецким поэтом Мартином Опицем, переведшим их на немецкий язык. В 1616 году вышло в свет полное собрание его стихотворений в одном томе. В 1618 году Хейнсий издал свои переводы из Теренция, в 1620 году — из Тита Ливия. В 1621 году вышла в свет его поэма De contemptu mortis. В 1627 году Хейнсий издал «Эпистолы» Ж. Ж. Скалигера.
Хейнсий был отцом филолога и поэта Николаса Хейнсия-старшего (1620—1681, писал свои стихотворения на латинском языке) и дедом писателя Николаса Хейнсия-младшего (1656—1718).

## Сочинения
- Iambi (1602)
- Elegiae (1603)
- Emblemata amatoria, стихотворения на нидерландском и латинском языках, впервые опубликованы в 1604 году
- Poemata (1605)
- Hesiod (1603)
- Theokrit (1604), Bion von Smyrna и Moschos (1604)
- Lateinischen Reden (Латинские речи) (1609)
- Horaz (1610)
- Aristoteles, Seneca (1611)
- Истребление невиновных (трагедия) (1613)
- De politica sapientia (Разумная политика) (1614)